# Puccinia asprellae-japonicae
Puccinia asprellae-japonicae ist eine Ständerpilzart aus der Ordnung der Rostpilze (Pucciniales). Der Pilz ist ein Endoparasit des Süßgrases Hystrix japonicae. Symptome des Befalls durch die Art sind Rostflecken und Pusteln auf den Blattoberflächen der Wirtspflanzen. Sie ist ein Endemit Japans.

## Merkmale

### Makroskopische Merkmale
Puccinia asprellae-japonicae ist mit bloßem Auge nur anhand der auf der Oberfläche des Wirtes hervortretenden Sporenlager zu erkennen. Sie wachsen in Nestern, die als gelbliche bis braune Flecken und Pusteln auf den Blattoberflächen erscheinen.

### Mikroskopische Merkmale
Das Myzel von Puccinia asprellae-japonicae wächst wie bei allen Puccinia-Arten interzellulär und bildet Saugfäden, die in das Speichergewebe des Wirtes wachsen. Aecien oder Spermogonien der Art sind nicht bekannt, gleiches gilt für die Uredien des Pilzes. Seine gelblichen Uredosporen sind kugelig bis breitellipsoid, 18–20 × 16–18 µm groß und fein stachelwarzig. Die blattoberseitig wachsenden Telien der Art sind zimt- bis schokoladenbraun, kompakt und früh unbedeckt. Die goldenen bis hell haselnussbraunen Teliosporen sind zweizellig, keilförmig bis spindelförmig-ellipsoid und 48–60 × 24–30 µm groß. An der Spitze besitzen sie einen Zipfel oder fingerähnliche Fortsätze. Ihre Stiele sind gelblich und bis zu 150 µm lang.

## Verbreitung
Das bekannte Verbreitungsgebiet von Puccinia asprellae-japonicae umfasst lediglich Japan.

## Ökologie
Die Wirtspflanze von Puccinia asprellae-japonicae ist Hystrix japonica. Der Pilz ernährt sich von den im Speichergewebe der Pflanzen vorhandenen Nährstoffen, seine Sporenlager brechen später durch die Blattoberfläche und setzen Sporen frei. Die Art verfügt über einen Entwicklungszyklus, von dem bislang lediglich Telien sowie deren Wirt bekannt sind; Uredien, Spermogonien und Aecien konnten dem Pilz nicht zugeordnet werden.